# Provincie al-Báha
Provincie al-Báha je jedna z provincií Saúdské Arábie. Leží v historickém regionu Hidžáz. Je jednak nejmenší provincií Saúdské Arábie z hlediska rozlohy, jednak nejméně lidnatou provincií v zemi, když v ní v roce 2022 žilo pouhých 329 tisíc obyvatel. Hlavním městem provincie je město Al-Báha. Provincie se dělí na 9 guvernorátů a nachází se v ní celkem 35 marákiz. Prochází zde pohoří Saravát.